# Sharkey County
Sharkey County is een county in de Amerikaanse staat Mississippi.
De county heeft een landoppervlakte van 1.108 km² en telt 6.580 inwoners (volkstelling 2000). De hoofdplaats is Rolling Fork.

## Bevolkingsontwikkeling

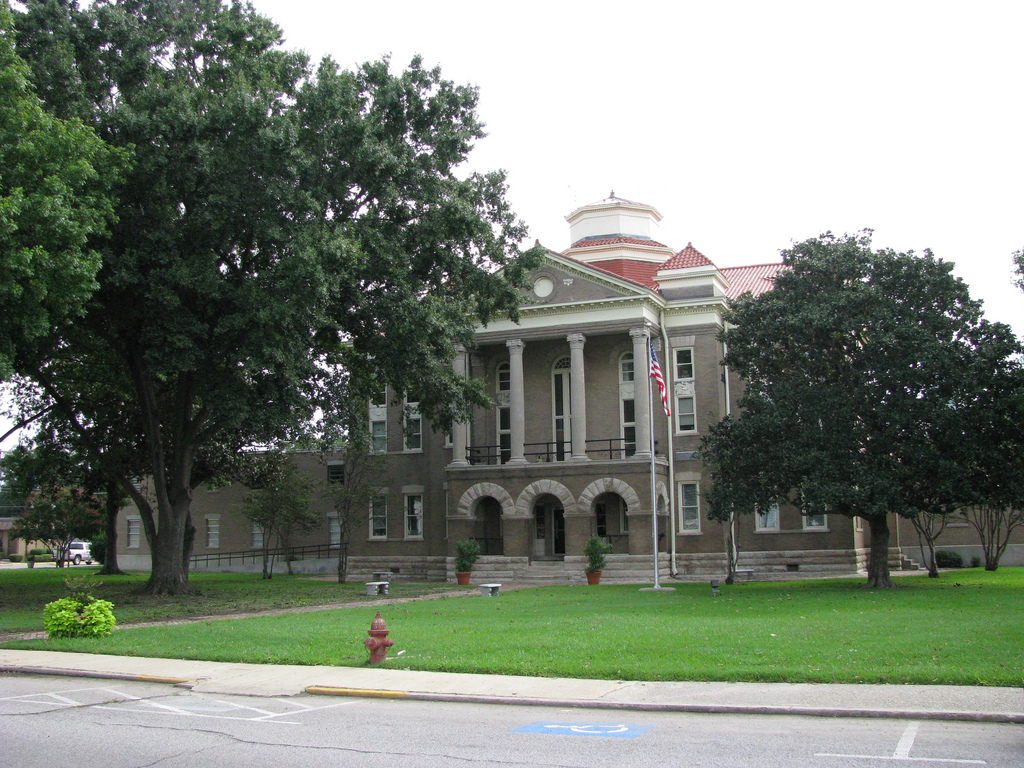
Sharkey County Courthouse